# Regasilus apu
Regasilus apu es una especie de insecto del género Regasilus, familia Asilidae, orden Diptera.
Fue descubierta por el entomólogo peruano Pável Sánchez Flores a partir de especímenes recolectados en Marcapata, provincia de Quispicanchi en Cuzco, en Perú. La descripción fue publicada en la revista científica Zootaxa en 2020.